# Sternophoridae
Super-famille
Famille
Les Sternophoridae sont une famille de pseudoscorpions, la seule de la super-famille des Sternophoroidea.
Elle comporte 20 espèces dans trois genres.

## Distribution
Les espèces de cette famille se rencontrent en Océanie, en Amérique du Nord, aux Antilles, en Amérique centrale, en Asie du Sud-Est, en Asie du Sud et en Afrique de l'Est.

## Liste des genres
Selon Pseudoscorpions of the World (version 3.0) :
- Afrosternophorus Beier, 1967
- Garyops Banks, 1909
- Idiogaryops Hoff, 1963

## Publication originale
- Chamberlin, 1923 : New and little known pseudoscorpions, principally from the islands and adjacent shores of the Gulf of California. Proceedings of the California Academy of Sciences, sér. 4, vol. 12, no 17, p. 353-387 (texte intégral).